# Carlo Freccero
Carlo Freccero (Savona, 5 agosto 1947) è un autore televisivo, dirigente d'azienda, critico televisivo e massmediologo italiano.
È stato consigliere d'amministrazione della Rai dal 2015 al 2019. È stato direttore di Rai 2 dal 1996 al 2002 e dal 2018 al 2019.

## Biografia

### Dagli inizi con la Fininvest alla televisione francese
Studioso e appassionato del pensiero di Jean Baudrillard, si laurea in Filosofia presso l'Università degli Studi di Genova con una tesi su Michel Foucault e fa una breve esperienza come insegnante elementare a Rocchetta Cairo. Nel 1976, invitato da un gruppo di critici cinematografici (Tatti Sanguineti, Alberto Farassino, Vittorio Buttafava e altri), si trasferisce a Milano e nei primi anni ottanta è direttore dei palinsesti di Canale 5 e Italia 1. Nel 1984 lavora a Rete 4 (sotto la gestione del gruppo Mondadori) come curatore della programmazione della rete. Nel 1986 Silvio Berlusconi lo nomina direttore dei programmi di La Cinq, prima televisione privata in chiaro francese; mantiene la carica di direttore di rete fino al 1990. Tra il 1991 e il 1992 ricopre la carica di direttore di Italia 1. Nel 1993 è per breve tempo direttore del palinsesto di Polonia 1, una delle prime televisioni private polacche, per poi diventare consulente di Rai 1, e l'anno successivo torna in Francia come responsabile della programmazione di France 2 e France 3.
In qualità di docente universitario, insegna presso l’Università degli Studi di Genova, l’Università degli Studi di Roma Tre, la Libera università internazionale degli studi sociali Guido Carli, l’Accademia Nazionale di Arte Drammatica “Silvio D’Amico”, la Scuola Holden di Torino, e svolge seminari all’École Nationale d'Administration, all’École des Hautes Études Politiques et Sociales e alla Sorbona di Parigi.

### La prima direzione di Rai 2
Nel 1996 Freccero diventa il nuovo direttore di Rai 2, al posto di Gabriele La Porta. Durante la sua direzione la rete assume l'identità di rete giovane, sperimentale, alternativa e provocatoria. Tra i volti che hanno fatto parte della sua rete si ricordano Sabina, Corrado e Caterina Guzzanti, Serena Dandini, Fabio Fazio, Gad Lerner, Daniele Luttazzi, Michele Santoro e Piero Chiambretti. I programmi proposti dalla sua rete (Satyricon, Sciuscià, Il raggio verde e L'ottavo nano) durante la campagna elettorale del 2001 si rivelarono scomodi per il centro-destra, guidato da Silvio Berlusconi, il quale nel 2002 pronuncerà il noto editto bulgaro che porterà all'allontanamento dalla Rai di Enzo Biagi (già in onda con Il Fatto su Rai 1), Michele Santoro e Daniele Luttazzi (entrambi già in onda su Rai 2).

### L'allontanamento e il ritorno in Rai
Nel maggio del 2002 Freccero lascia la direzione di Rai 2 ad Antonio Marano, in quota alla Lega Nord. L'anno successivo viene allontanato anche da funzioni di responsabilità in Rai, ma tornerà a lavorarvi, seppure in un ruolo meno visibile, come autore della trasmissione televisiva cult Rockpolitik nell'ottobre del 2005.
Proprio nel 2005 è tra i promotori, presso l'Università di Roma Tre, di Universytv.

### La presidenza di RaiSat
Giovedì 5 luglio 2007 diventa il nuovo presidente di RaiSat, mentre a febbraio 2008 presenta il suo palinsesto. Ricopre la carica di presidente di RaiSat fino al 18 maggio 2010, dopo l'uscita dei canali di RaiSat dal pacchetto Sky e il loro nuovo posizionamento nell'offerta Rai per il digitale terrestre.

### La fondazione e la direzione di Rai 4
Da lunedì 14 luglio 2008 Freccero è direttore del nuovo canale Rai 4. Mercoledì 18 novembre 2009 va in onda lo spot di un nuovo programma, dal titolo Sugo - sessanta minuti di gusto e disgusto, in cui proprio il direttore di Rai 4 è protagonista, insieme a due trans, di una scenetta irriverente, scatenando non poca polemica tra le compagini della Rai e della politica. Ciò avviene nel pieno dello scandalo che ha colpito Piero Marrazzo, al tempo Presidente della Regione Lazio, portato agli onori dei media i temi della prostituzione transessuale. In una nota Freccero dichiara: "Io relegato nello scantinato digitale della tv pubblica perché provocatorio e scomodo".
Nel luglio 2010, in un'intervista al giornale Il Riformista fatta dopo la vittoria di Paolo Ruffini sulla Rai riguardo alla direzione di Rai 3 e lo stop alle nomine dei direttori di Rai 2 e di Rai News, in cui restano rispettivamente Massimo Liofredi e Corradino Mineo, Freccero rivendica la direzione della nuova struttura Rai Gold affermando che la struttura orfana di Ruffini gli spetta di diritto visto che coordina anche Rai Movie.

#### La porno-Rai
Il 14 marzo 2012, il giornalista Francesco Borgonovo di Libero ha pubblicato un severo articolo critico sulla serie televisiva Fisica o chimica, dal titolo "Porno Rai in fascia protetta: droga, sesso, ammucchiate". Il giorno successivo, il 15 marzo 2012, Carlo Freccero ha telefonato a Borgonovo, rivolgendo minacce e insulti. Borgonovo ha registrato la telefonata e ha reso pubblico l'audio sul sito di Libero. Tuttavia, Freccero ha negato l'esistenza di questa telefonata, sostenendo che la registrazione "non ha alcun valore giuridico, in quanto non è stata effettuata da un pubblico ufficiale".
Nell'aprile 2012, a seguito di questo episodio, Freccero è stato sospeso dall'incarico di responsabile di Rai 4 per un periodo di 10 giorni. Freccero ha definito questa decisione disciplinare "vergognosa e umiliante" e ha annunciato l'intenzione di fare ricorso al giudice del lavoro, dichiarandosi anche disposto a intraprendere uno sciopero della fame. Durante il periodo di sospensione, Freccero è intervenuto nel programma radiofonico La Zanzara, dove ha affermato che "Borgonovo si eccita guardando quella fiction, ha gravi problemi, ha turbamenti".
Domenica 4 agosto 2013 lascia la direzione di Rai 4.

### La candidatura a presidente della Rai
Nel 2012, in una conferenza stampa indetta durante il Festival internazionale del giornalismo di Perugia, Freccero annuncia ufficialmente la sua candidatura al fianco di Michele Santoro alla guida della Rai, rispettivamente come presidente e direttore generale. Le candidature, confermate dallo stesso Santoro nel programma In mezz'ora di Lucia Annunziata, vengono aspramente criticate da parte della politica, soprattutto dagli esponenti del Popolo della Libertà.

### L'elezione nel CdA della Rai e il ritorno a Rai 2
Il 4 agosto 2015 venne eletto membro del consiglio d'amministrazione della Rai dalla Commissione di vigilanza Rai, su proposta del Movimento 5 Stelle.
Il 27 novembre 2018 il CdA della Rai lo rinomina dopo 16 anni direttore di Rai 2, in sostituzione di Andrea Fabiano.
Con la sua seconda direzione vengono inaugurati nuovi programmi molto controversi come C'è..., Povera patria e Popolo sovrano, spesso accusati dai detrattori di faziosità e di supportare posizioni nazionalistiche e cospirazionistiche. A causa dei bassi ascolti, Popolo sovrano chiude dopo nemmeno una stagione, mentre Povera patria (in seguito ribattezzato Patriae) passa in seconda serata. Altro episodio estremamente controverso è una puntata di C'è... dedicata a Beppe Grillo, che provocherà forti proteste dal centro-sinistra e sarà al centro di una campagna di boicottaggio sui social network. Successivamente approda su Rai 2 anche Che tempo che fa di Fabio Fazio.
Freccero resta in carica fino al 28 novembre 2019, per poi lasciare il posto a Ludovico Di Meo.

## Appoggio politico
Dal giugno del 2007 fino al 2012 è stato, a titolo gratuito, "Chief advisor" per la Cultura, cioè coordinatore del progetto cultura e della promozione della città della giunta genovese guidata da Marta Vincenzi.
In occasione delle elezioni politiche del 2013 disse di non essere sicuro di votare e che se proprio avesse dovuto andare alle urne avrebbe votato la lista Rivoluzione Civile di Antonio Ingroia per la Camera dei deputati e il Partito Democratico al Senato della Repubblica.
Nel giugno del 2014 durante una puntata di Otto e mezzo annunciò di voler entrare in politica. Nell'agosto del 2015 ha affermato di votare Movimento 5 Stelle ma solo a livello locale.
Per le elezioni politiche italiane del 2018 annunciò il suo voto al Movimento 5 Stelle. Durante un episodio della trasmissione radiofonica La Zanzara affermò di essere approdato da sinistra a posizioni patriottiche, sovranistiche e anti-euro.
Durante la pandemia di COVID-19 Freccero ha espresso contrarietà al Certificato COVID digitale dell'UE. Ha anche espresso dubbi sull'efficacia delle vaccinazioni creando con Ugo Mattei, Giorgio Agamben e Massimo Cacciari una Commissione dubbio e precauzione. Ha inoltre sostenuto che la situazione sanitaria del 2021 (numero di ospedalizzazioni, terapie intensive, eccetera) fosse meglio del periodo pre-COVID 19.
Durante l'invasione russa dell'Ucraina del 2022, assume posizioni controverse definendo i bombardamenti a Mariupol finti e le vittime civili degli attori frutto di una messinscena organizzata da Volodymyr Zelens'kyj.

## Altre attività

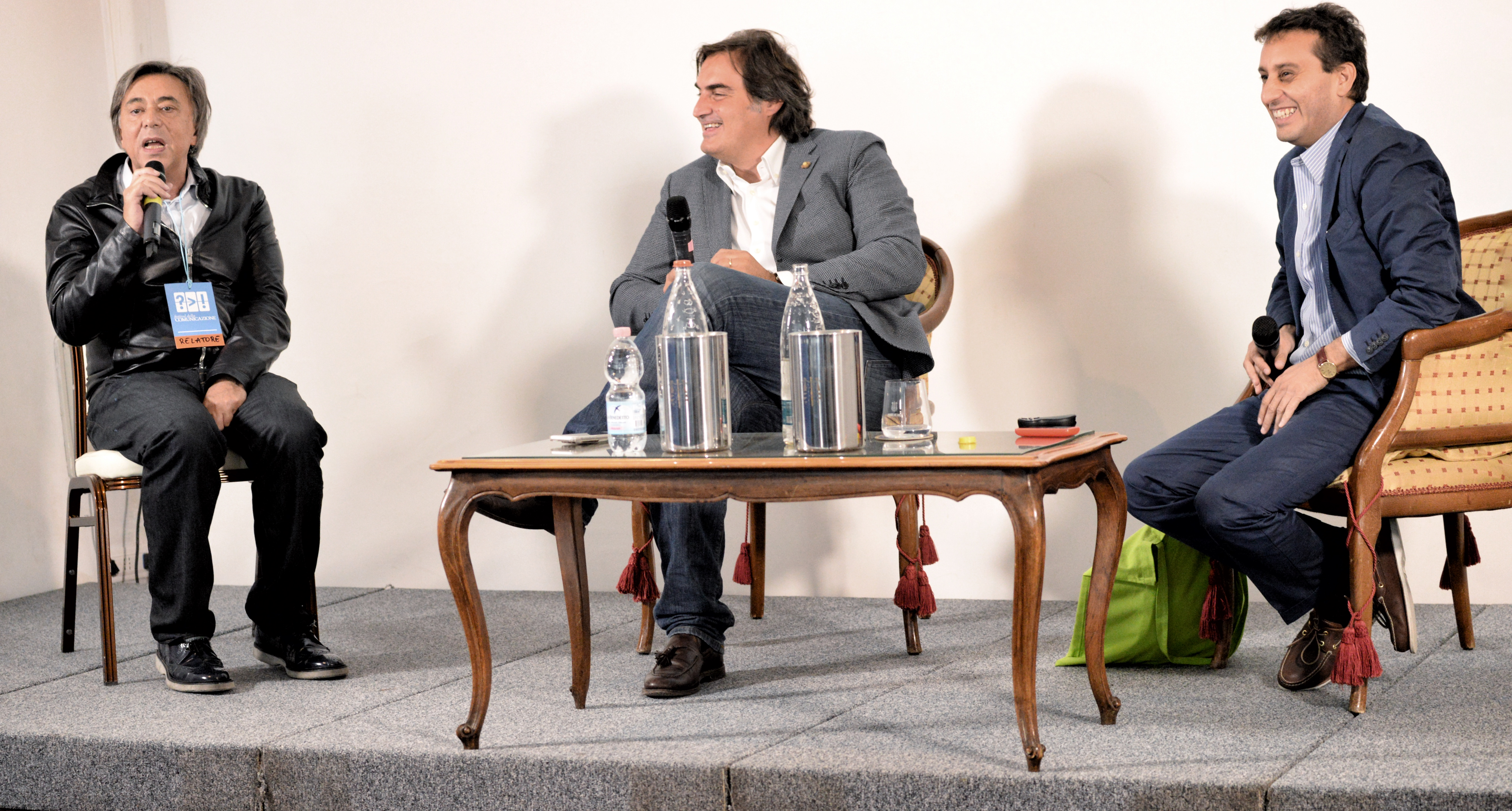
Freccero con Pierluigi Pardo e David Parenzo

Dal 2002 al 2012 si è dedicato all'insegnamento nel corso di laurea in Discipline delle arti, della musica e dello spettacolo (DAMS) presso l'Università di Roma Tre. Ha tenuto corsi di Linguaggi della televisione generalista e Teoria e tecniche del linguaggio radiotelevisivo. Ha anche insegnato presso la sede di Savona (sua città natale), all'interno del corso di laurea in Scienze della Comunicazione dell'Università di Genova. È stato anche docente del college “Televisione” presso la Scuola Holden di Torino.
Ha fatto una breve apparizione nei film Il segreto del successo del 2003 e "Volevo solo dormirle addosso" del 2004.
Ha scritto inoltre saggi e testi scientifico-divulgativi. Nel 1997 scrisse l'introduzione ai Commentari sulla società dello spettacolo di Guy Debord, per l'edizione Baldini & Castoldi, mentre nel 2006 scrisse la prefazione al volume Queer Tv di Andrea Jelardi e Giordano Bassetti.
Al 2015 risulta collaborare con la rivista Rolling Stone ed è ospite al Grand Hotel Chiambretti.

## Opere
- Televisione, Torino, Bollati Boringhieri, 2013. ISBN 978-88-339-2373-4.
- L'idolo del capitalismo, Roma, Castelvecchi, 2016. ISBN 978-88-694-4573-6.
- Fata e strega. Conversazioni su televisione e società, Torino, ESA-Edizioni Gruppo Abele, con Filippo Losito, 2019. ISBN 978-88-657-9209-4.